# Fading Shades
Fading Shades – szósty album studyjny niemieckiej piosenkarki Sandry wydany w 1995 roku przez Virgin Records.

## Ogólne informacje
Większość utworów na płycie napisali Jens Gad, Michael Cretu i Klaus Hirschburger, a całość wyprodukowali Cretu i Gad. Sandra nagrywała album będąc w ciąży. Męskie wokale wspierające nagrał Andy Jonas, znany także jako Andy „Angel” Hart.
Cover piosenki „Nights in White Satin” zespołu The Moody Blues został wydany jako pierwszy singel, lecz spotkał się on jedynie z niewielkim sukcesem na listach przebojów. Drugi singel, „Won't Run Away”, okazał się klęską komercyjną i nie wszedł na żadne listy. Sam album również nie powtórzył sukcesu poprzednich płyt Sandry.

## Lista utworów
1. „Fading Shades” (Part I) (Jens Gad) — 1:02
2. „Nights in White Satin” (Justin Hayward) — 3:34
3. „Son of a Time Machine” (Jens Gad, Michael Cretu, Klaus Hirschburger) — 5:01
4. „Won't Run Away” (Jens Gad, Klaus Hirschburger) — 4:14
5. „Tell Me More” (Jens Gad, Klaus Hirschburger) — 3:15
6. „Will You Whisper” (Jens Gad, Klaus Hirschburger) — 4:13
7. „Invisible Shelter” (Jens Gad, Michael Cretu, Klaus Hirschburger) — 5:20
8. „You Are So Beautiful” (Jens Gad, Klaus Hirschburger) — 4:38
9. „I Need Love '95” (Michael Cretu, Klaus Hirschburger) — 3:28
10. „First Lullaby” (Michael Cretu, Jens Gad, Klaus Hirschburger) — 4:20
11. „Fading Shades” (Part II) (Jens Gad) — 1:06

## Notowania
| Kraj i lista               | Pozycja |
| -------------------------- | ------- |
| Niemcy (Media Control)     | 42      |
| Szwajcaria (Alben Top 100) | 37      |